# Falaq Naaz
Falaq Naaz, née en 1993, est une actrice de télévision indienne. Falaq Naaz est la sœur aînée de l'actrice Shafaq Naaz. Elle est surtout connue pour ses rôles à la télévision sur la chaîne Colors TV, notamment le feuilleton Sasural Simar Ka dans lequel elle joue le personnage de Jhanvi Bhardwaj. Ses autres collaborations avec la chaîne sont Mahakali — Anth Hi Aarambh Hai, Roop, Vish Ya Amrit : Sitara et Ram Siya Ke Luv Kush.

## Biographie
Naaz avait reçu une formation en danse du célèbre chorégraphe de Bollywood Saroj Khan en 2010, avant de faire ses débuts d'actrice dans la série comique Taarak Mehta Ka Ooltah Chashmah. Elle joue ensuite dans l'émission Devon Ke Dev... Mahadev , dans lequel elle joue Lakshmi et Sita de 2011 à 2012. Elle a été remarquée lorsqu'elle a joué Jhanvi Bharadwaj dans Sasural Simar Ka de Colors TV de 2013 à 2017. Après son passage dans Sasural Simar Ka, elle obtient un rôle dans le drame mythologique Mahakali sur la même chaîne. Parallèlement à son rôle dans Mahakali, elle est apparue dans Shankar Jaikishan 3 in 1 en tant que l'un des protagonistes de l'émission et médecin, Twinkle Kapoor. Elle est entrée dans Roop de Colors TV - Mard Ka Naya Swaroop dans le rôle de Minal, enseignante en juin 2018. Quatre mois plus tard, elle a joué dans la nouvelle émission RadhaKrishn de Star Bharat en tant que Devki dans un caméo[réf. nécessaire].
En novembre 2018, Naaz a obtenue le rôle principal d' Adaa Khan Vish Ya Amrit: Sitara sur Colors TV, dans laquelle elle a joué Chhabili. Il n'a pas obtenus de cotes d'écoute suffisantes et la série été conclue en juin 2019. Dans sa prochaine émission, elle a joué le rôle de Mandodari dans l'émission mythologique de la chaîne Ram Siya Ke Luv Kush, jusqu'à ce qu'elle se termine en février 2020[réf. nécessaire].

## Filmographie

### Télévision
| Année     | Série                                  | Rôle                             | Remarques |
| --------- | -------------------------------------- | -------------------------------- | --- |
|           | Taarak Mehta Ka Ooltah Chashmah        | Anonyme                          | Caméo |
| 2011–2012 | Devon Ke Dev Mahadev                   | Lakshmi / Sita                   | |
| 2014      | India                                  | Rehana Hussain                   | |
|           | India                                  | Naïna                            | |
| 2010-2011 | Gunahon Ka Devta                       | Chikha                           | |
| 2013      | Adaalat                                | Rubia/Maya                       | |
| 2011–2012 | Dekha Ek Khwaab                        | Tara                             | |
| 2012–2013 | Mujhse Kuchh Kehti Yeh Khamoshiyaan    | Archane                          | |
| 2013–2017 | Sasural Simar Ka                       | Jhanvi Bharadwaj Malhotra        | |
| 2014–2015 | Bharat Ka Veer Putra – Maharana Pratap | Impératrice Ruqaiya Sultan Begum | [ 3 ] |
| 2015      | Doli Armaano Ki                        | Pooja Rohit Sinha                | |
| 2017–2018 | Mahakali- Anth salut Aarambh hai       | Déesse Saraswati                 | |
| 2017      | Shankar Jaikishan 3 en 1               | Dr Twinkle Kapoor                | |
| 2018      | Ligue de cricket en boîte              | Concurrent                       | |
| 2018      | Roop - Mard Ka Naya Swaroop            | Minal                            | |
| 2018      | Laal Ichq                              | Kamini                           | Épisode 26 |
| 2018–2022 | RadhaKrishn                            | Devaki                           | A joué Basant Bhatt, la mère de Sumedh Mudgalkar ; Harsh Mehta, Kartikey Malviya, la grand-mère de Kunal Gaud ; L'arrière-grand-mère de Bhavesh Balchandani |
| 2018–2019 | Vish Ya Amrit : Sitara                 | Chabili                          | |
| 2019–2020 | Ram Siya Ke Luv Kush                   | Mandodari                        | A joué la mère de Vinit Kakar |
| 2020–2021 | Shaurya Aur Anokhi Ki Kahani           | Babli                            | |
| 2021      | Jai Kanhaiya Lal Ki                    | Devaki                           | |